# Aethomys silindensis
Aethomys silindensis és espècie de rosegador de la família dels múrids. Són rosegadors de mitjanes dimensions, amb una llargada de cap a gropa de 155 a 200 mm i una cua de 166 a 194 mm. Poden arribar fins a 158 grams. Es troba a Zimbàbue i probablement també a Moçambic. El seu hàbitat natural són boscos secs subtropicals o tropicals.